# 威剛科技
威剛科技股份有限公司，是台灣一家記憶體自有品牌公司。營業初期係以記憶體（DRAM）模組為主要產品線，其後投入快閃記憶體應用產品之開發。目前主要產品線，涵蓋DRAM及NAND型快閃記憶體及週邊應用產品領域，包含記憶體模組、快閃記憶碟、記憶卡、固態硬碟及外接式硬碟。2018年創立XPG電競品牌，產品線跨足鍵盤、滑鼠、耳機、電源供應器、機殼與筆電等。

## 公司沿革
- 2004年10月，威剛科技於中華民國證券櫃檯買賣中心上櫃，股票代號3260。
- 2008年10月，威剛科技成立電競高效能品牌XPG。
- 2010年，威剛科技創立威剛照明（ADATA Lighting），正式投入LED照明事業。
- 2012年10月19日，威剛科技召開董事會，通過由周守訓任威剛副董事長，這項任命是由威剛董事長陳立白主導的保達投資所提出[1]。
- 2012年12月19日，行政院體育委員會公布，第二屆運動彩券發行機構遴選由威剛科技得標，發行期為2014年1月1日至2023年12月31日[2]。
- 2013年8月7日，中時電子報報導，威剛照明（ADATA Lighting）正式投入LED事業，以應用於居家生活與小型商辦的LED球泡燈為主力產品，威剛科技董事長陳立白看好LED照明產業，自2013年進入「黃金十年」階段，傳統照明市場將由LED照明逐步取代。[3]。
- 2017年6月15日，周守訓辭任威剛科技副董事長[4]。
- 2017年7月，威剛科技6月合併營收27.54億元，創近41個月的歷史次高，今年上半年累計合併營收達158.37億元[5][6]。
- 2019年威剛科技全年稅前淨利650,875仟元，稅後淨利441,769仟元，每股獲利2.04元，全球前十大SSD模組廠品牌排名第二[7]

## 註腳
1. ↑  黃暐瀚、呂士奇. . 《ETtoday新聞雲》. 2017-07-23  [2012-10-24]. （原始内容存档于2020-09-19）.
2. ↑  龍柏安 台北2012年12月19日電，〈第2屆運動彩券 威剛科技得標〉 （页面存档备份，存于），中央通訊社2012年12月19日
3. ↑  威剛LED燈泡 通路開賣 （页面存档备份，存于），《工商時報》 2013年8月7日
4. ↑  台灣證券交易所. . 《鉅亨網》. 2017-07-23  [2017-06-15]. （原始内容存档于2020-09-19）.
5. ↑  洪友芳. . 《自由時報》. 2017-07-23  [2017-07-05]. （原始内容存档于2017-09-10）.
6. ↑  楊喻斐. . 《蘋果日報》. 2017-07-23  [2017-07-06]. （原始内容存档于2017-08-14）.
7. ↑  Trendforce. . 《trendforce》. 2020-10-27  [2021-03-08]. （原始内容存档于2020-11-30）.

## 外部連結
- 威剛科技 （页面存档备份，存于）
- 威剛照明 （页面存档备份，存于）
- （繁體中文） 台灣公司資料 （页面存档备份，存于）